# Heart of Glass (bài hát)
"Heart of Glass" là một bài hát của ban nhạc người Mỹ Blondie nằm trong album phòng thu thứ ba của họ, Parallel Lines (1978). Nó được phát hành vào ngày 19 tháng 1 năm 1979 như là đĩa đơn thứ ba trích từ album bởi Chrysalis Records. Bài hát được đồng viết lời bởi hai thành viên của nhóm Debbie Harry và Chris Stein, trong khi phần sản xuất được đảm nhiệm bởi Mike Chapman, đồng thời cũng là cộng tác viên quen thuộc xuyên suốt sự nghiệp của họ. Ban đầu được sáng tác với tên gọi "Once I Had a Love", "Heart of Glass" là một bản disco mang nội dung đề cập đến một cô gái bị một kẻ rình rập theo đuổi với mục đích xấu, nhưng cô đã được giải cứu bởi một người đàn ông. Bài hát cũng đánh dấu sự thay đổi mang tính bước ngoặt trong phong cách âm nhạc của Blondie so với những tác phẩm mang hơi hướng new wave trước đây, nhưng cũng vấp phải một số ý kiến chỉ trích cho rằng nhóm đang cố gắng chạy theo thị hiếu âm nhạc lúc bấy giờ với mục đích thương mại.
Sau khi phát hành, "Heart of Glass" nhận được những phản ứng tích cực từ các nhà phê bình âm nhạc, trong đó họ đánh giá cao giai điệu hấp dẫn, chất giọng của Harry cũng như quá trình sản xuất nó. Ngoài ra, bài hát còn gặt hái nhiều giải thưởng và đề cử tại những lễ trao giải lớn, bao gồm chiến thắng tại giải Juno năm 1981 cho Đĩa đơn quốc tế của năm, đồng thời lọt vào danh sách 500 Bài hát vĩ đại nhất mọi thời đại của Rolling Stone ở vị trí thứ 259. "Heart of Glass" cũng tiếp nhận những thành công vượt trội về mặt thương mại, đứng đầu các bảng xếp hạng ở Úc, Áo, Canada, Đức, New Zealand, Thụy Sĩ và Vương quốc Anh, đồng thời lọt vào top 10 ở hầu hết những quốc gia bài hát xuất hiện, bao gồm vươn đến top 5 ở những thị trường lớn như Bỉ, Ireland, Na Uy và Thụy Điển. Tại Hoa Kỳ, nó đạt vị trí số một trên bảng xếp hạng Billboard Hot 100 trong một tuần, trở thành đĩa đơn quán quân đầu tiên trong sự nghiệp của Blondie tại đây.
Video ca nhạc cho "Heart of Glass" được đạo diễn bởi Stanley Dorfman, trong đó bao gồm những cảnh những thành viên của Blondie hát và chơi nhạc trong một câu lạc bộ với những hiệu ứng đèn nhấp nháy liên tục. Để quảng bá bài hát, nhóm đã trình diễn nó trên nhiều chương trình truyền hình và lễ trao giải lớn, bao gồm American Bandstand, The Midnight Special, The Mike Douglas Show và Top of the Pops, cũng như trong nhiều chuyến lưu diễn của họ. Kể từ khi phát hành, "Heart of Glass" đã được hát lại và sử dụng làm nhạc mẫu bởi nhiều nghệ sĩ, như Chet Atkins, Nelly Furtado, Paramore, Panic! At The Disco, Lily Allen và dàn diễn viên của Glee, cũng như xuất hiện trong những tác phẩm điện ảnh và truyền hình khác nhau, bao gồm Anger Management, Endless Love, Gilmore Girls, Skins, Ugly Betty và We Own the Night. Ngoài ra, nó còn xuất hiện trong nhiều album tuyển tập của Blondie, như The Best of Blondie (1981), Atomic: The Very Best of Blondie (1998), Greatest Hits: Sight + Sound (2005).

## Danh sách bài hát
| Đĩa 7" tại Anh quốc - A. "Heart of Glass" – 3:54 - B. "Rifle Range" – 3:37 Đĩa 12" tại Anh quốc - A. "Heart of Glass" – 5:50 - B1. "Heart of Glass" (không lời) – 5:17 - B2. "Rifle Range" – 3:37 | Đĩa 7" tại Hoa Kỳ - A. "Heart of Glass" – 3:22 - B. "11:59" – 3:20 Đĩa 12" tại Hoa Kỳ - A. "Heart of Glass" – 8:02 - B. "Heart of Glass" (không lời) – 7:40 |

## Xếp hạng
| Bảng xếp hạng (1979)                  | Vị trí cao nhất |
| ------------------------------------- | --------------- |
| Úc (Kent Music Report)                | 1               |
| Áo (Ö3 Austria Top 40)                | 1               |
| Bỉ (Ultratop 50 Flanders)             | 5               |
| Canada (RPM)                          | 1               |
| Canada Adult Contemporary (RPM)       | 1               |
| Canada Dance (RPM)                    | 1               |
| Phần Lan (Suomen virallinen lista)    | 11              |
| Pháp (IFOP)                           | 4               |
| Đức (Official German Charts)          | 1               |
| Ireland (IRMA)                        | 2               |
| Ý (FIMI)                              | 8               |
| Hà Lan (Dutch Top 40)                 | 5               |
| Hà Lan (Single Top 100)               | 8               |
| New Zealand (Recorded Music NZ)       | 1               |
| Na Uy (VG-lista)                      | 5               |
| Nam Phi (Springbok Radio)             | 2               |
| Thụy Điển (Sverigetopplistan)         | 3               |
| Thụy Sĩ (Schweizer Hitparade)         | 1               |
| Anh Quốc (OCC)                        | 1               |
| Hoa Kỳ Billboard Hot 100              | 1               |
| Hoa Kỳ Adult Contemporary (Billboard) | 44              |

| Bảng xếp hạng (1979)                 | Vị trí |
| ------------------------------------ | ------ |
| Australia (Kent Music Report)        | 3      |
| Austria (Ö3 Austria Top 40)          | 11     |
| Belgium (Ultratop 50 Flanders)       | 53     |
| Canada (RPM)                         | 2      |
| Denmark (IFPI)                       | 5      |
| Germany (Official German Charts)     | 4      |
| Italy (FIMI)                         | 29     |
| Netherlands (Dutch Top 40)           | 78     |
| Netherlands (Single Top 100)         | 59     |
| New Zealand (Recorded Music NZ)      | 1      |
| South Africa (Springbok Radio)       | 15     |
| Switzerland (Schweizer Hitparade)    | 11     |
| UK Singles (Official Charts Company) | 2      |
| US Billboard Hot 100                 | 18     |

| Bảng xếp hạng (1970-79)              | Vị trí |
| ------------------------------------ | ------ |
| UK Singles (Official Charts Company) | 8      |

| Bảng xếp hạng                        | Vị trí |
| ------------------------------------ | ------ |
| UK Singles (Official Charts Company) | 105    |

## Chứng nhận
| Quốc gia                                                                           | Chứng nhận  | Số đơn vị/doanh số chứng nhận |
| ---------------------------------------------------------------------------------- | ----------- | ----------------------------- |
| Úc (ARIA)                                                                          | —           | 200,000                       |
| Canada (Music Canada)                                                              | 2× Bạch kim | 200.000^                      |
| Pháp (SNEP)                                                                        | Vàng        | 652,100                       |
| Đức (BVMI)                                                                         | Vàng        | 500.000^                      |
| Anh Quốc (BPI)                                                                     | Bạch kim    | 1,413,594                     |
| Hoa Kỳ (RIAA)                                                                      | Vàng        | 1.000.000^                    |
| * Chứng nhận dựa theo doanh số tiêu thụ. ^ Chứng nhận dựa theo doanh số nhập hàng. |             |                               |